# Dendragama boulengeri
Dendragama boulengeri — вид ігуаноподібних ящірок родини агамових (Agamidae). Ендемік Індонезії. Вид названий на честь британсько-бельгійського зоолога Джорджа Альберта Буленджера.

## Опис
Довжина Dendragama boulengeri (без врахування хвоста) становить 7,3 см, довжина хвоста 16 см. Верхня частина тіла синьо-зелена, на спині є чорнуваті поперечні смуги. Нижня частина тіла рожевувата, поцяткована коричневими плямами.

## Поширення і екологія
Dendragama boulengeri мешкають в горах Барісан на заході Суматри, зокрема на схилах гір Сінггаланг і Марапі. Вони живуть у вологих гірських тропічних лісах та на узліссях. Зустрічаються на висоті від 1000 до 1533 м над рівнем моря. Ведуть денний, деревний спосіб життя. Самиці протягом року відкладають кілька кладок по два-чотири яйця.